# Silene taygetea
Silene taygetea är en nejlikväxtart som beskrevs av  Eugen von Halácsy och Friedrich Vierhapper. Silene taygetea ingår i släktet glimmar, och familjen nejlikväxter. Inga underarter finns listade i Catalogue of Life.